# Крістоф Даум
Крістоф Даум (нім. Christoph Daum; 24 жовтня 1953, Цвікау — 24 серпня 2024) — німецький футболіст, що грав на позиції півзахисника. По завершенні ігрової кар'єри — футбольний тренер.

## Ігрова кар'єра
Народився 24 жовтня 1953 року в місті Цвікау. На початку спортивної кар'єри Даум грав за юнацькі і молодіжні команди різних районів Дуйсбурга — «ДЮК Вікторія», «Рурорт-Лаар», «Хамборн 07». З 1971 року у дорослих командах «Хамброн 07» і «Айнтрахт» (Дуйсбург), виступаючих в аматорських лігах Німеччини. З 1975 по 1981 роки виступав за аматорську команду Кельна, з якою в 1981 році виграв титул чемпіона Німеччини серед любителів.

## Кар'єра тренера
Після закінчення кар'єри гравця, в 1980 році Даум отримав тренерську ліцензію Німецького футбольного союзу (ДФБ). З тих пір він, як тренер, провів більше тисячі матчів у різних чемпіонатах та єврокубках.

### «Кельн»
Починаючи з сезону 1985/86 Даум стає спочатку помічником тренера, а в 1986 головним тренером «Кельна». Йому вдається повернути команду в групу лідерів німецького чемпіонату. У 1988 році «Кельн» займає третє місце в Бундеслізі, а потім двічі, в 1989 і 1990 роках, стає другим. У Кельні стала популярна історія, як Даум, заради мотивації гравців, приклеїв на двері роздягальні 40000 марок — можливу премію за чемпіонство. Наступна гра була виграна з рахунком 3:1. Проте, абсолютно несподівано, під час чемпіонату світу 1990 року в Італії, Даум був відсторонений від посади головного тренера «Кельна» персонально тодішнім президентом клубу Дітмаром Артцингер-Больтом. Причини такого рішення так ніколи і не були названі офіційно.

### «Штутгарт»
В листопаді 1990 року Даум очолює «Штутгарт». У 1992 році Команда під його керівництвом стає чемпіоном Німеччини.
У наступному сезоні «Штутгарт» бере участь у відбіркових іграх Ліги чемпіонів і, зі скандалом, поступається англійському «Лідс Юнайтед». Перша гра закінчується з рахунком 3:0 на користь «Штутгарта». Гра 30 вересня 1992 року завершується 4:1, але «Лідс» подає протест на дії Даума, який помилково випускає на заміну не дозволеного тоді правилами УЄФА четвертого гравця-іноземця. УЄФА вирішує зарахувати «Штутгарту» технічну поразку з рахунком 0:3 і призначає додаткову гру на нейтральному полі. На безлюдному Камп Ноу «Штутгарт» програє і втрачає шанси взяти участь у груповому етапі Ліги чемпіонів.
Даум покидає клуб в зимову паузу сезону 1993/94.

### «Бешикташ»
З 1994 року Даум працює з турецьким «Бешикташем». В перший же сезон йому вдається виграти кубок Туреччини, а потім і Суперкубок. У наступному сезоні «Бешикташ» під керівництвом Даума стає чемпіоном Туреччини.

### «Баєр 04»
У 1996 році леверкузенський «Баєр» повертає Даума в Бундеслігу. Цей період кар'єри був, напевно, найбільш вдалим в житті Даума. За наступні чотири сезони «Байєр» один раз займає третє місце і тричі стає другим у бундеслізі. Сам Даум отримує численні призи різних спортивних видань та телевізійних каналів, як найкращий і перспективний тренер Німеччини. Крім того, він став головним кандидатом на посаду тренера збірної, і навіть був призначений ним, але так і не покерував «бундестімом», так як був публічно викритий у вживанні кокаїну.

### Збірна Німеччини
В кінці 90-х Німецький футбольний союз розпочинає програму «Футбол без наркотиків». Коли в 2000 році Даум, ще залишаючись тренером «Баєра», офіційно підписує контракт з 1 червня 2001 року на роботу тренером збірної, менеджер «Баварії» Улі Генесс в одному з інтерв'ю заявляє, що ДФБ має уважніше придивитися до Даума саме в цьому аспекті. Розгорається скандал. Даум заперечує вживання наркотиків і на прес-конференції 9 жовтня 2000 року публічно заявляє, що готовий пройти всі необхідні тести. Популярною стала його фраза — «Я роблю це з абсолютно чистою совістю!». 20 жовтня проби, взяті з волосся Даума, дають позитивний результат на кокаїн. Даума звільняють з «Баєра», і ДФБ анулює підписаний з ним контракт. Сам Даум їде у Флориду, але через два з половиною місяці повертається в Німеччину і зізнається у вживанні кокаїну. На нього заводять кримінальну справу за фактом вживання наркотиків. Згодом земельним судом Кобленца Даум був засуджений до штрафу в 10000 євро.
Після цього тренер повертається до турецького «Бешикташа», де і працює з березня 2001 по травень 2002 року.

### «Аустрія»
У жовтні 2002 року приймає віденську «Аустрію» і відразу ж робить дубль — клуб перемагає у чемпіонаті і виграє кубок Австрії, проте у червні 2003 року Даум покидає клуб.

### «Фенербахче»
У червні 2003 року Даум повертається в Туреччину, приймаючи пропозицію від «Фенербахче». З цим клубом він двічі стає чемпіоном Туреччини в 2004 і 2005 роках. По закінченні сезону 2005/06, в якому стамбульська команда стала другою і дійшла до фіналу кубку, Даум йде у відставку, пояснюючи її станом здоров'я.

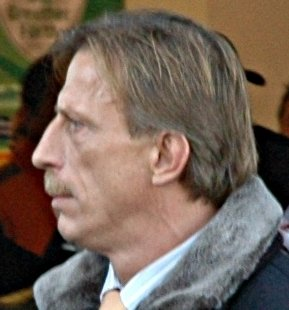
Крістоф Даум у 2005 році

### Повернення в «Кельн»
27 листопада 2006 року Даум вдруге стає тренером «Кельна». Клуб переживав не найкращі часи, декілька років балансуючи між Першою і Другою бундеслігою. На момент повернення Даума «Кельн» був середняком у турнірній таблиці другого дивізіону при повній відсутності шансів на вихід в першу бундеслігу. Але вже в наступному сезоні, хоч і з труднощами, але Дауму вдається повернути команду у вищий ешелон німецького футболу. У наступному сезоні 2008/09 «Кельн» бореться за збереження місця в Бундеслізі і займає підсумкове 12-е місце, але не знайшовши підтримки керівництва в питанні посилення команди, Даум, користуючись пунктом контракту, що дозволяє йому самостійно вирішувати питання про подальшу роботу, приймає рішення покинути «Кельн».

### Повернення в «Фенербахче»
У липні 2009 року Даум повертається з «Кельна» в «Фенербахче», зацікавлений можливістю участі в міжнародних змаганнях, якої не було в «Кельні». «Фенербахче» з Даумом виграє Суперкубок Туреччини, а також стає віце-чемпіоном Туреччини і фіналістом національного кубку. У липні 2010 року клуб і Даум домовилися про дострокове розірвання контракту.

### «Айнтрахт»
23 березня 2011 року, досить несподівано, Даум змінює Міхаеля Скіббе на тренерському містку франкфуртського «Айнтрахта». Перед ним стоїть завдання зберегти команді місце в Бундеслізі, але Дауму не вдається виправити ситуацію. «Айнтрахт» залишає вищий дивізіон Німеччини, а тренер 16 травня 2011 року оголошує про свою відставку.

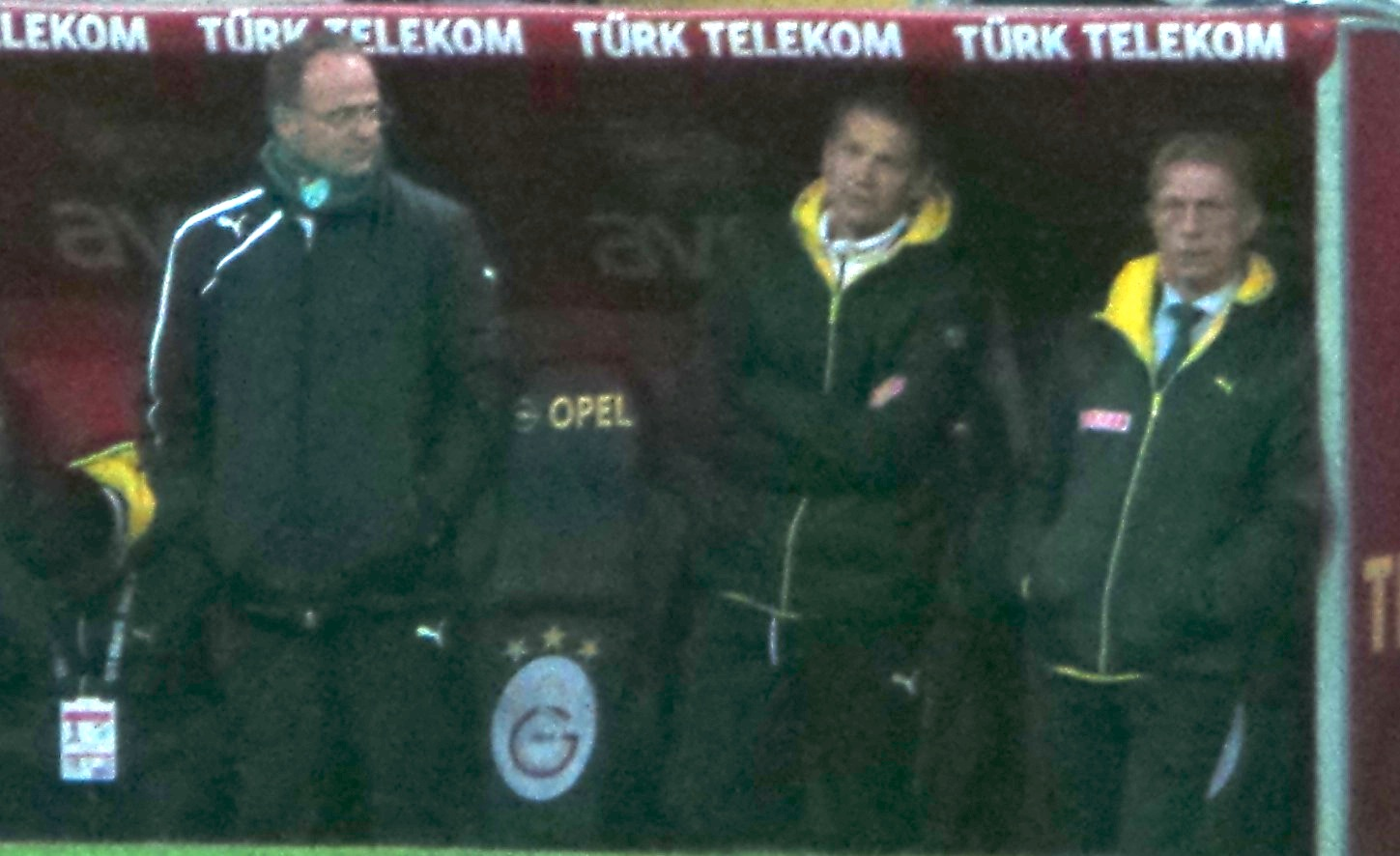
Крістоф Даум (крайній праворуч) під час роботи в «Бурсаспорі». 2 лютого 2014 року

### «Брюгге»
З 9 листопада 2011 року Даум тренує бельгійський клуб «Брюгге» і стає з командою віце-чемпіоном Бельгії. У травні 2012 року Крістоф Даум попросив керівництво клубу про розірвання контракту з сімейних причин. Прохання було задоволене.

### «Бурсаспор»
Наразі останнім місцем тренерської роботи був клуб «Бурсаспор», команду якого Крістоф Даум очолив 14 серпня 2013 року, проте вже 24 березня 2015 року керівництво клубу вирішило відмовитися від послуг Даума через незадовільні результати команди — після 26 турів «Бурсаспор» знаходився лише на 12-й сходинці турнірної таблиці Суперліги.

### Збірна Румунії
Після дворічної перерви у тренерській роботі 7 липня 2016 року офіційно очолив тренерський гштаб збірної Румунії, ставши лише другим іноземним тренером у її історії. Контракт був розрахований на два роки і передбачав автоматичне подовження у випадку виходу збірної до фінальної частини чемпіонату світу 2018 року. Утім німець залишив Румунію вже 14 вересня 2017 року, коли команда за два тури до завершення відбору на мундіаль втратила навіть математичні шанси посісти хоча б друге місце у своїй кваліфікаційній групі. Загалом під керівництвом Даума румуни провели 10 офіційних матчах, здобувши у них лише трі перемоги і три нічиї.

## Статистика
Станом на 25 серпня 2018
| Клуб                   | З                 | По              | Результати | Результати | Результати | Результати | Результати | Результати |
| Клуб                   | З                 | По              | І          | В          | Н          | П          | В %        | Прим.      |
| ---------------------- | ----------------- | --------------- | ---------- | ---------- | ---------- | ---------- | ---------- | ---------- |
| «Кельн II»             | 1 липня 1981      | 30 червня 1985  | —          | —          | —          | —          | —          | —          |
| «Кельн»                | 22 вересня 1986   | 28 червня 1990  | 154        | 78         | 43         | 33         | 50,65      | [ 6 ]      |
| «Штутгарт»             | 20 листопада 1990 | 10 грудня 1993  | 129        | 57         | 38         | 34         | 44,19      | [ 7 ]      |
| «Бешикташ»             | 6 січня 1994      | 6 травня 1996   | 98         | 62         | 18         | 18         | 63,27      |            |
| «Баєр 04»              | 1 липня 1996      | 21 жовтня 2000  | 185        | 91         | 57         | 37         | 49,19      | [ 9 ]      |
| «Бешикташ»             | 8 березня 2001    | 30 червня 2002  | 49         | 26         | 11         | 12         | 53,06      |            |
| «Аустрія» (Відень)     | 4 жовтня 2002     | 30 червня 2003  | 30         | 17         | 4          | 9          | 56,67      |            |
| «Фенербахче»           | 1 липня 2003      | 16 червня 2006  | 134        | 89         | 18         | 27         | 66,42      |            |
| «Кельн»                | 19 листопада 2006 | 2 червня 2009   | 90         | 36         | 19         | 35         | 40,00      | [ 6 ]      |
| «Фенербахче»           | 2 червня 2009     | 25 червня 2010  | 56         | 36         | 9          | 11         | 64,29      |            |
| «Айнтрахт» (Франкфурт) | 22 березня 2011   | 16 травня 2011  | 7          | 0          | 3          | 4          | 00.00      | [ 14 ]     |
| «Брюгге»               | 9 листопада 2011  | 30 червня 2012  | 31         | 19         | 3          | 9          | 61,29      |            |
| «Бурсаспор»            | 14 серпня 2013    | 24 березня 2014 | 22         | 10         | 7          | 5          | 45,45      | [ 15 ]     |
| Збірна Румунії         | 7 липня 2016      | 14 вересня 2017 | 10         | 3          | 3          | 4          | 30,00      | [ 16 ]     |
| Всього                 | Всього            | Всього          | 995        | 524        | 233        | 238        | 52,66      | —          |

## Титули і досягнення

### Як гравця
- Чемпіон ФРН серед аматорів (1):

«Кельн»: 1981

### Як тренера
- Чемпіон Німеччини (1):

«Штутгарт»: 1991-92
- Чемпіон Туреччини (3):

«Бешикташ»: 1994-95: «Фенербахче»: 2003-04, 2004-05
- Чемпіон Австрії (1):

«Аустрія» (Відень): 2002-03
- Володар Кубка Туреччини (1):

«Бешикташ»: 1993-94
- Володар Кубка Австрії (1):

«Аустрія» (Відень): 2002-03
- Володар Суперкубка Німеччини (1):

«Штутгарт»: 1992
- Володар Суперкубка Туреччини (2):

«Бешикташ»: 1994: «Фенербахче»: 2009